# Frédéric-Louis Allamand
Jean Frédéric-François Louis Allamand (Payerne, cantón de Vaud; 5 de febrero de 1736 - Valkenburg, Holanda Meridional; 3 de marzo de 1809) fue un médico y botánico suizo.
Se mudó a Leiden, Países Bajos en 1749 para vivir con su tío naturalista, Jean-Nicolas-Sébastien Allamand. Comenzó estudios de literatura en la Universidad de Leiden, que posteriormente abandonó para seguir medicina.
En 1760 se enroló en la marina neerlandesa como médico. Durante su servicio, visitó numerosos sitios de Surinam y de Guyana. Posteriormente salió de la marina para dedicarse a su profesión médica en la corte del zar en San Petersburgo.
En 1793 regresó a Leiden para trabajar en la universidad. Falleció en plena tarea catedrática.
Fue corresponsal de Carlos Linneo y describió muchos géneros de plantas.

## Obra
- Dissertatio anatomico physiologica inauguralis, de externo tactus organo… Leiden, 1753 . Disertación
- Observatio XXIII. Historia Luis Indicae. En: Nova Acta Physico-Medica Academiae Caesareae Leopoldino. Tomo 4, Nürenberg, 1770, pp. 87−92
- Observatio XXIV. Plantarum genera nova, aut accuratius observata, earumque species. En: Nova Acta Physico-Medica Academiae Caesareae Leopoldino. Tomo IV, 1770, pp. 93 ff.

## Eponimia
El género botánico Allamanda fue nombrado en su honor.